# Jorge Nunes
Jorge Nunes (Rio de Janeiro, 16 de março de 1950 — Rio de Janeiro, 31 de janeiro de 2014) foi um radialista, jornalista e comentarista esportivo brasileiro.

## História
Trabalhava ultimamente como comentarista na Rádio Tupi nos programas Giro Esportivo (seg. a sex.), Rolando A Bola (sáb.), Show da Manhã (seg. a sáb.) e Bola em Jogo (dom.), além de trabalhar na TV, como comentarista, no programa Balanço Esportivo, da CNT. Também teve uma passagem pela Record Rio.
Era reconhecido por seu estilo sempre bem-humorado. Contava piadas e era muito engraçado. Polemizava os seus comentários, promovendo a inclusão de aspectos fora do esporte. Era torcedor reconhecido do Vasco da Gama.
Sua alcunha era a de “comentarista do povo”, devido a uma coluna que escrevia no jornal carioca O Povo do Rio. Participava da conhecida “pelada dos vagabundos”, um encontro de jornalistas esportivos nas manhãs de folga de segundas-feiras, na Tijuca.
Oriundo do bairro do Sampaio, Zona Norte do Rio de Janeiro, durante muitos anos, entre 1969 e a década de 1990, trabalhou na Light, companhia de iluminação carioca. Nunes ainda era funcionário da empresa quando começou como comentarista de futebol de salão. Antes da Tupi, já havia trabalhado em outras rádios, como a Mauá e Rádio Tropical.
Também era conhecido por proferir expressões populares, tais quais “Inês é morta”, “casa da mãe Joana”, etc.
Costumava implicar e fazer piadas com certas profissões, como cientista político e pesquisador.
Seu irmão, Maurício Nunes, foi treinador de equipes de base do Vasco da Gama.
Sua filha, Paula Gomes Nunes, formada em História pela universidade Federal do Rio, é que atualmente mora em São Paulo-SP
Em meados de 2013, se ausentou da Rádio Tupi e do programa na TV, fazendo com que se perdesse um pouco das polêmicas e do humor, incrementados por ele próprio. Faleceu na noite do dia 31 de janeiro de 2014, aos 63 anos, em decorrência de falência múltipla dos órgãos

## Frases
- “Ah, moleque!”
- “Vaca fria, diria minha vó”
- "Tudo veado!"
- "Esse jogador é pereba!"
- "E a mamãe, vai bem?"